# زاراتامو
بلدية زاراتامو (بالإسبانية: Zaratamo)‏ هي بلدية تقع في مقاطعة بيسكاي, التي تقع في منطقة الباسك شمالي إسبانيا.

## وصلات خارجية
- (بالإسبانية)